# Lettera a Pinocchio
Lettera a Pinocchio è un brano musicale composto da Mario Panzeri nel 1959, presentato alla 1ª edizione dello Zecchino d'Oro nell'interpretazione di Loredana Taccani e Giusi Guercilena.

## Descrizione

### Storia
Nel 1959 gli organizzatori del Salone del Bambino di Milano, ispirati dalla kermesse sanremese, si rivolgono a Cino Tortorella (alias Mago Zurlì) per organizzare una rassegna musicale per bambini ispirata a Le avventure di Pinocchio, celebre libro di Carlo Collodi. Tortorella decide di nominarla Zecchino d'Oro, prendendo spunto dall'episodio del Campo dei miracoli; è lì che il burattino, consigliato da Il Gatto e la Volpe, seppellisce i suoi zecchini. Mario Panzeri, autore invitato a contribuire alla manifestazione con una canzone, decide di rielaborare con un nuovo testo un brano di pubblico dominio dal titolo Canzone romana. La canzone, interpretata da Loredana Taccani (16 anni) e Giusi Guercilena (12 anni) si classifica solo al terzultimo posto, mentre a vincere sarà Quartetto (interpretata pure dalla Guercilena).

#### Cover e adattamenti
Dopo l'inspiegabile flop zecchinese, la canzone ottenne un grande successo commerciale grazie alla cover di Johnny Dorelli, pubblicata come lato A del 45 giri Lettera a Pinocchio/Ginge Rock (CGD – N 9154). Lo stesso Dorelli era già reduce dalle vittorie consecutive a Sanremo in abbinamento con Domenico Modugno, con cui aveva interpretato Nel blu, dipinto di blu (1958) e Piove (1959).
In seguito, il brano fu cantato anche da Rita Pavone, Gigliola Cinquetti, Duo Fasano, Gino Latilla, Mario Marini, Rosanna Fratello, Mino Reitano, Quartetto Cetra, Jenny Luna, Robertino e Andrea Balestri. Nel 1964 Tony Renis incise la canzone avvelendosi dell'arrangiamento e della direzione d'orchestra di Quincy Jones.
E non è tutto. Bing Crosby ne ha inciso una versione in inglese dal titolo A Letter to Pinocchio o My Heart Still Hear the Music, inserita nell'album Holiday in Europe.

### Curiosità
- Nel 1997 in occasione dei Quaranta Zecchini d'Oro, per celebrare i 40 anni della trasmissione è stata cantata da Fiamma Izzo.
- Nel 2007 è stata cantata da Johnny Dorelli durante il Gran galà dello Zecchino d'Oro per celebrare i 50 anni del festival e, nel 2017, da Marco Masini durante 60 Zecchini per i 60 anni; in entrambe le trasmissioni la canzone è stata premiata come la miglior canzone dello Zecchino d'Oro.